# 长柱琉璃草
长柱琉璃草（学名：Lindelofia stylosa）是紫草科长柱琉璃草属的植物。分布在俄罗斯以及中国大陆的甘肃、新疆、西藏等地，生长于海拔1,200米至2,800米的地区，多生长在山坡草地、林下和河谷，目前尚未由人工引种栽培。

## 异名
- Lindelofia stylosa (Kar. et Kir.) Brand. ssp. pterocarpa (Rupreckt) Kamelin
- Solenanthus nigricans var. pterocarpa Rupreckt